# Karl Zenger
Karl Zenger (* 3. Juni 1873 in Erding; † 19. Februar 1912 in Haar) war ein deutscher Eiskunstläufer, der im Einzellauf startete.
Karl Zenger wurde 1897 und 1905 deutscher Meister im Eiskunstlauf der Herren. 1905 gewann er mit Bronze bei der Europameisterschaft die einzige internationale Medaille seiner Laufbahn, bei der Weltmeisterschaft 1906 platzierte er sich als Vierter hinter seinen Landsleuten Gilbert Fuchs, Heinrich Burger und dem Schweden Bror Meyer. Karl Zenger repräsentierte den Münchner EV.
Er war der ältere Bruder von Wilhelm Zenger. Karl Zenger lebte um 1900 in Antwerpen, Belgien.

## Ergebnisse
| Wettbewerb / Jahr        | 1897 | 1905 | 1906 |
| ------------------------ | ---- | ---- | ---- |
| Weltmeisterschaften      |      |      | 4.   |
| Europameisterschaften    |      | 3.   |      |
| Deutsche Meisterschaften | 1.   | 1.   | 2.   |